# ستيوارت كين
ستيوارت كين (بالإنجليزية: Stewart Kean)‏ هو لاعب كرة قدم بريطاني، ولد في 4 مارس 1983 في Irvine, North Ayrshire ‏ في المملكة المتحدة. لعب مع كوين أوف ساوث ونادي آير يونايتد ونادي سانت ميرين ونادي ستنهاوسموير ونادي غرينوك مورتون.

## وصلات خارجية
- ستيوارت كين على موقع قاعدة بيانات كرة القدم.إي يو (الإنجليزية)
- ستيوارت كين على موقع Soccerbase.com (لاعب) (الإنجليزية)
- ستيوارت كين على موقع Soccerway.com (الإنجليزية)